# Kensuke Shimizu
Kensuke Shimizu (jap. 清水賢亮 Shimizu Kensuke; ur. 7 lipca 1999) – japoński zapaśnik walczący w stylu klasycznym. Brązowy medalista mistrzostw świata w 2021. Ósmy na mistrzostwach Azji w 2021. Trzeci na MŚ juniorów w 2017. Mistrz Japonii w 2020 i trzeci w 2019 roku.